# Bydalens gravkapell
Bydalens gravkapell (även kallad Byns gravkapell) är en kyrkobyggnad i Sköns församling på Bydalens kyrkogård vid Bydalsbäcken. Kapellet ligger i stadsdelsområdet Haga, Sundsvall alldeles söder om genomfartsleden Hulivägen och bostadsområdet Bydalen.
Kapellet invigdes 1929 och är ritat av Harald Wadsjö.

## Bilder

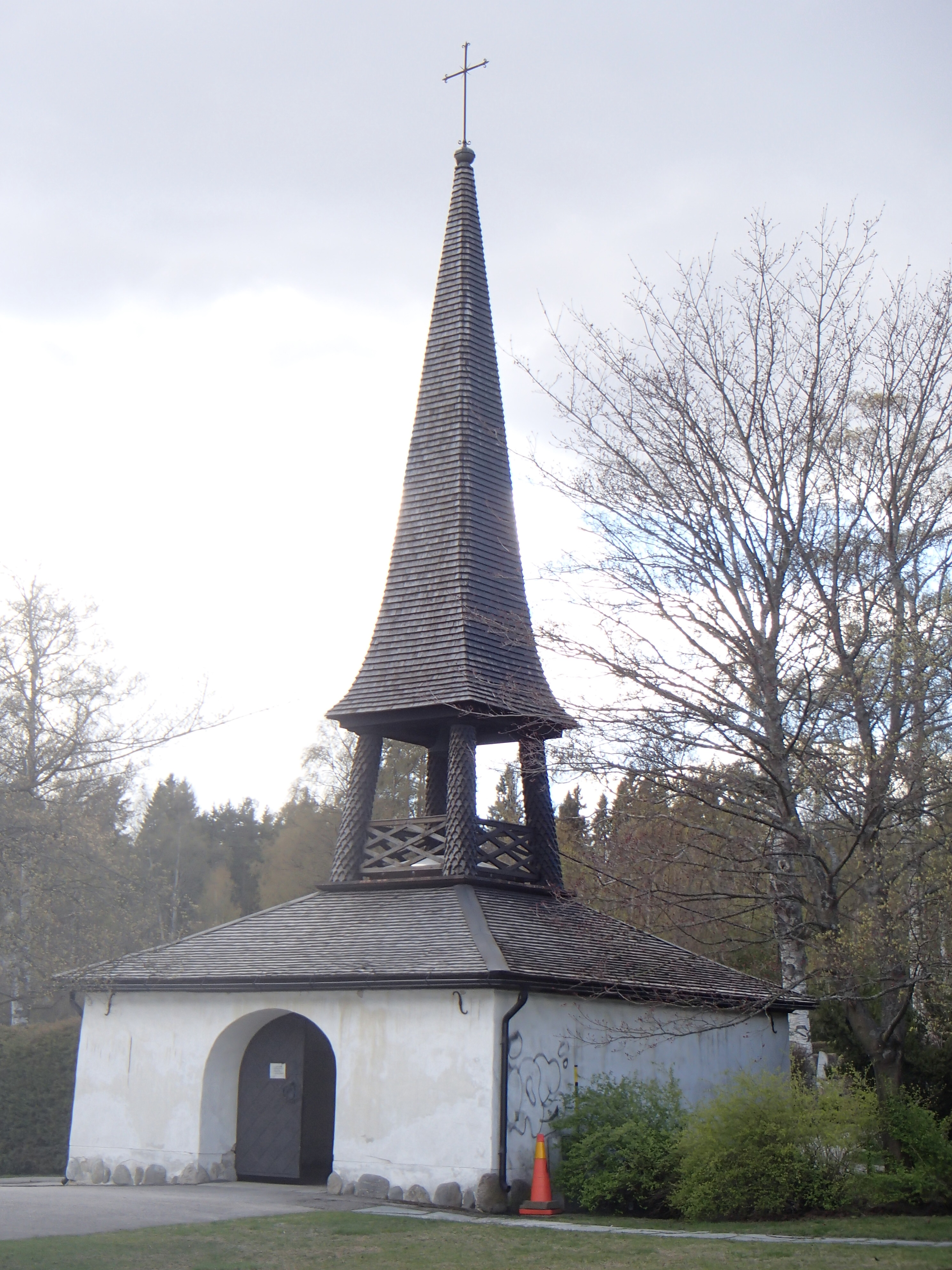
Klocktornet
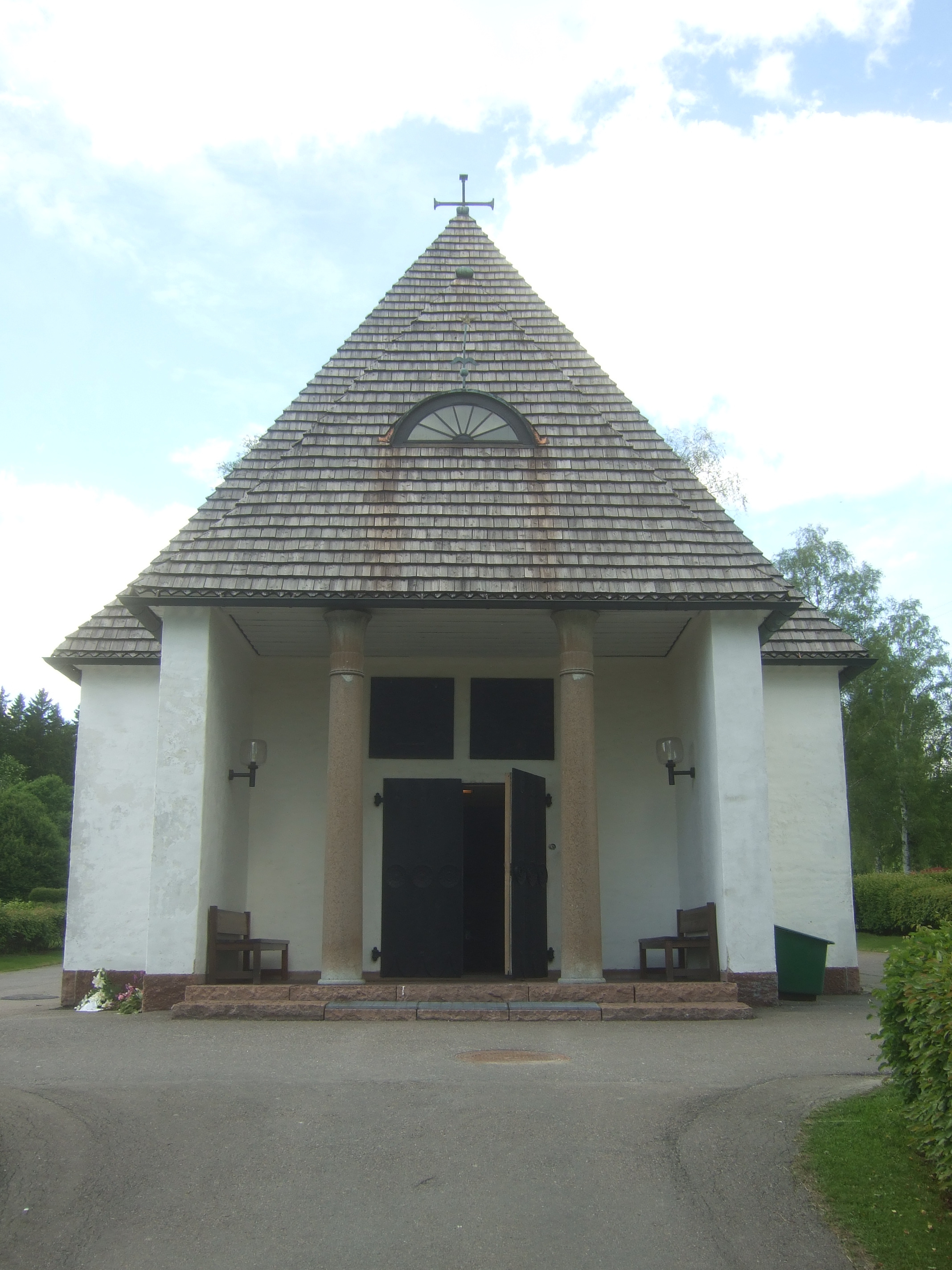
Kapellet
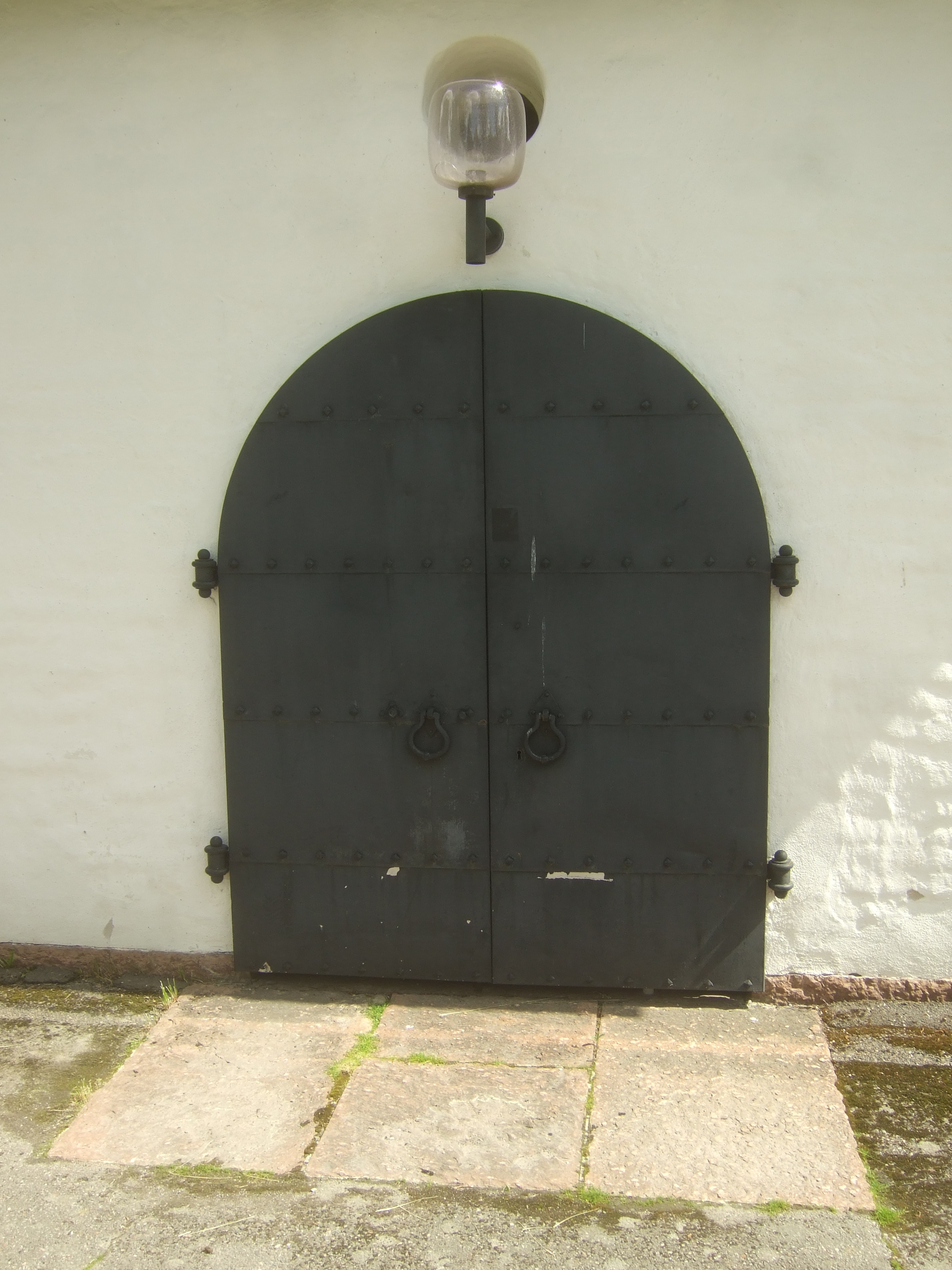
Sidoingång
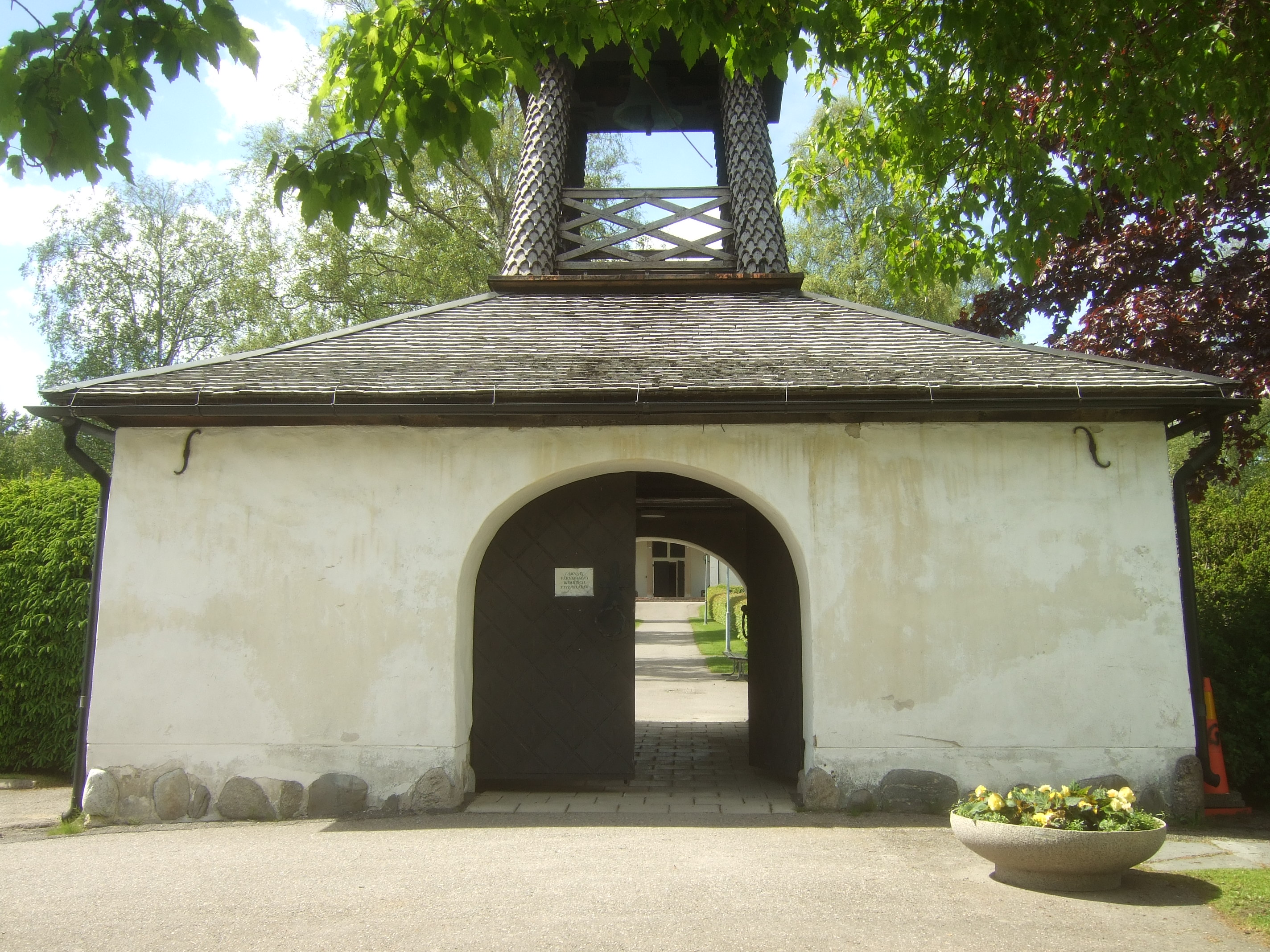
Ingångsporten